# Reprezentacja Wielkiej Brytanii na Mistrzostwach Świata w Wioślarstwie 2009
Reprezentacja Wielkiej Brytanii na Mistrzostwach Świata w Wioślarstwie 2009 liczyła 55 sportowców. Najlepszym wynikiem było 1. miejsce w czwórce bez sternika mężczyzn.

## Medale

### Złote medale
czwórka bez sternika (M4-): Alex Partridge, Richard Egington, Alex Gregory, Matthew Langridge

### Srebrne medale
jedynka (M1x): Alan Campbell
jedynka (W1x): Katherine Grainger
dwójka bez sternika (M2-): Peter Reed, Andrew Triggs Hodge
dwójka podwójna (W2x): Anna Bebington, Annabel Vernon
czwórka podwójna wagi lekkiej (LW4x): Stephanie Cullen, Laura Greenhalgh, Andrea Dennis, Jane Hall

### Brązowe medale
dwójka podwójna wagi lekkiej (LW2x): Hester Goodsell, Sophie Hosking

## Wyniki

### Konkurencje mężczyzn
- jedynka (M1x): Alan Campbell – 2. miejsce
- jedynka wagi lekkiej (LM1x): Adam Freeman-Pask – 8. miejsce
- dwójka bez sternika (M2-): Peter Reed, Andrew Triggs Hodge – 2. miejsce
- dwójka podwójna (M2x): Matthew Wells, Stephen Rowbotham – 12. miejsce
- dwójka podwójna wagi lekkiej (LM2x): Rob Williams, Paul Mattick – 6. miejsce
- dwójka bez sternika wagi lekkiej (LM2-): Ross Hunter, Oliver Mahony – 5. miejsce
- czwórka bez sternika (M4-): Alex Partridge, Richard Egington, Alex Gregory, Matthew Langridge – 1. miejsce
- czwórka podwójna (M4x): Brendan Crean, Marcus Bateman, Charles Cousins, Sam Townsend – brak[1]
- czwórka bez sternika wagi lekkiej (LM4-): Chris Bartley, Chris Boddy, Stephen Feeney, Bob Hewitt – 13. miejsce
- ósemka (M8+): Thomas Broadway, Tom Burton, James Orme, Tom Solesbury, Tom Wilkinson, Daniel Ritchie, Tom Ransley, James Clarke, Phelan Hill – 5. miejsce

### Konkurencje kobiet
- jedynka (W1x): Katherine Grainger – 2. miejsce
- jedynka wagi lekkiej (LW1x): Elaine Johnstone – 15. miejsce
- dwójka bez sternika (W2-): Olivia Whitlam, Louisa Reeve – 6. miejsce
- dwójka podwójna (W2x): Anna Bebington, Annabel Vernon – 2. miejsce
- dwójka podwójna wagi lekkiej (LW2x): Hester Goodsell, Sophie Hosking – 3. miejsce
- czwórka podwójna (W4x): Rosamund Bradbury, Beth Rodford, Sarah Cowburn, Katie Greves – 5. miejsce
- czwórka podwójna wagi lekkiej (LW4x): Stephanie Cullen, Laura Greenhalgh, Andrea Dennis, Jane Hall – 2. miejsce
- ósemka (W8+): Jo Cook, Melanie Wilson, Michelle Vezie, Lindsey Maguire, Olivia Whitlam, Alison Knowles, Jessica Eddie, Natasha Page, Caroline O’Connor – 5. miejsce